# Sabinov
Sabinov (în germană Zeben, în maghiară Kisszeben) este un oraș din Slovacia cu 11.971 locuitori. Localitatea a fost inițial un sat slovac care a fost dezvoltat ulterior la nivel urban de țipțeri, coloniști germani aduși în regiune în Evul Mediu Clasic (ca parte a procesului mai larg de Ostsiedlung, i.e., „Așezare de Est”, termen din istoriografia germană care denotă colonizarea medievală germană a Europei de Est) în timpul Regatului Ungariei.

## Demografie
| An:                | 1994   | 2004   | 2014   | 2024   |
| ------------------ | ------ | ------ | ------ | ------ |
| Număr de persoane: | 11.512 | 12.366 | 12.703 | 12.131 |
| Diferență:         |        | +7,41% | +2,72% | −4,50% |

| An:                | 2023   | 2024   |
| ------------------ | ------ | ------ |
| Număr de persoane: | 12.169 | 12.131 |
| Diferență:         |        | −0,31% |

## Personalități
- Tivadar Kosztka Csontváry (1852-1919), farmacist și pictor